# Neuer Markt 5 (Jarmen)

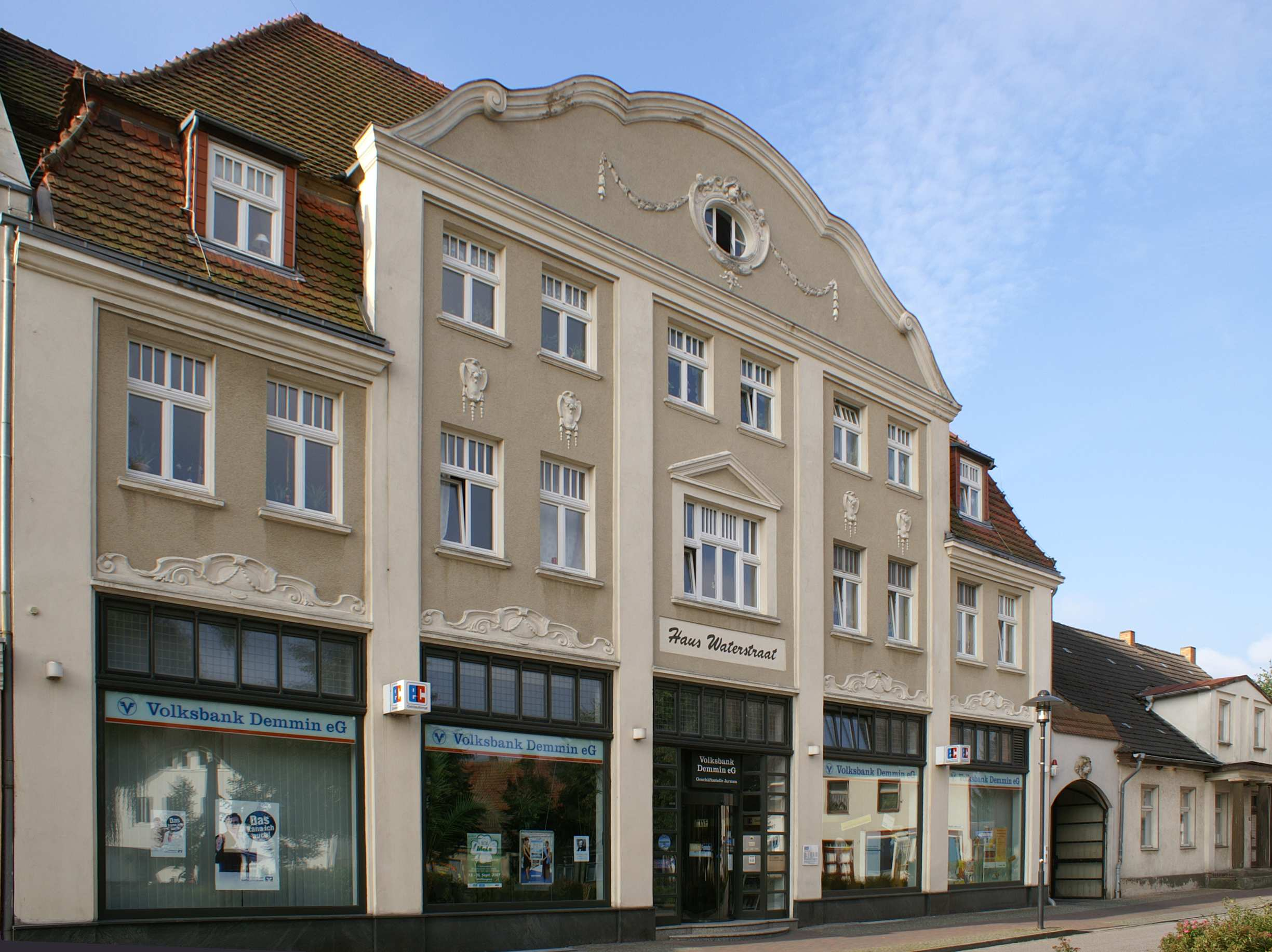

Das frühere Kaufhaus Neuer Markt 5 in Jarmen (Mecklenburg-Vorpommern) stammt von 1912 und wurde früher Haus Waterstraat genannt. Das Gebäude steht unter Denkmalschutz.

## Geschichte
Die Stadt Jarmen mit 2941 Einwohnern (2020) wurde 1269 erstmals als Germin erwähnt.
Das zweigeschossige verputzte Gebäude mit dem mächtigen dreiachsigen, dreigeschossigen Giebel, dem Mansarddach und den Jugendstilelementen wurde 1912 als Geschäftshaus an einem dreieckigen begrünten Platz errichtet. In der DDR-Zeit war hier das staatliche HO-Kaufhaus. Im Rahmen der Städtebauförderung wurde das Haus um 1992/94 saniert. Hier befindet sich seitdem eine Filiale der Volksbank Demmin.